# Гавана-В'єха
23°08′09.4″ пн. ш. 82°21′30.0″ зх. д. / 23.135944° пн. ш. 82.358333° зх. д.
Гавана-В'єха, або Стара Гавана (ісп. La Habana Vieja) — район Гавани, що містить найстаріші ділянки міста. Район адміністративно є одним з муніципалітетів в межах Гавани та обмежується переважно першою міською стіною, що оточувала місто, включаючи також райони на захід від неї. З 1982 року входить до списку Світової спадщини.

## Історія

Соборна площа в центрі Гавани-В'єха

Гавана-В'єха була заснована іспанцями в 1519 році в бухті Гавани. Місто швидко стало важливим транспортним вузлом, де зупинялися галеони зі скарбами, що подорожували з колоній до метрополії. Також протягом 17 століття місце було одним з головних центрів суднобудування у світі. Місто було збудовано в стилях Бароко і Неокласицизму. Багато будівель зруйнувалися до середини 20 століття, і хоча частина була відновлена, сучасний район нараховує приблизно третину старих будівель від приблизно 3000 будівель у старому місті. Місто містило порт та район адміністративних будівель, з центром у Пласа-де-Армас.
Гавана-В'єха була практично повністю зруйнована французьким корсаром Жаком де Сором, що досить легко захопив місто, хоча йому і не вдалося захопити скарби, на які він сподівався. Після цього нападу іспанський уряд наказав розпочати будівництво укріплень з метою захисту міста, першим з який стала фортеця Кастільйо-де-ла-Реаль-Фуерса, будівництво якої розпочалося в 1558 році під керівництвом інженера Бартоломе Санчеса.

## Визначні пам'ятки

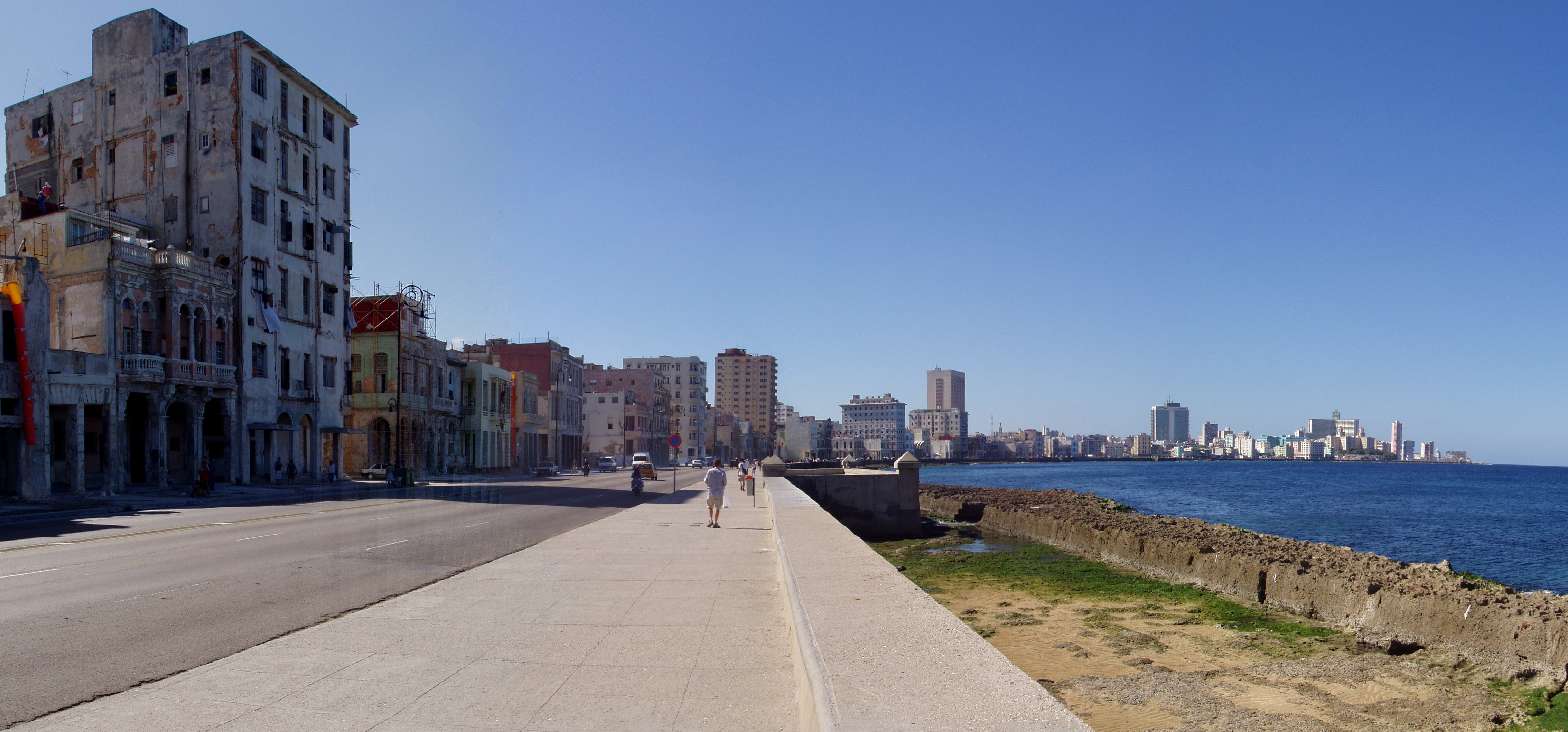
Ель-Малекон

Отель-Пласа

- Малекон — проспект, розташований уздовж морської берегу Гавани, від Гавани-В'єха до річки Альмендарес.
- Кастільйо-дель-Морро — видовищна фортеця, що охороняє вхід до гавані Гавани. Спорудження фортеці розпочалося після нападу на місто пірата Френсіса Дрейка. Для цього король Іспанії відрядив військових інженерів Хуана де Техаду і Баттісту Антонеллі, що розпочали роботи в 1587 році.
- Ла-Кабанья — фортеця, розташована на східній стороні бухти, найбільша фортеця колонії, споруджена разом з Ель-Морро. Зараз кожного вечора о 9 годині у цій фортеці солдати, одягнені в історичний одяг, здійснюють постріл з гармати, у згадку при історичний сигнал про закриття міських брам.
- Сан-Сальвадор-де-ла-Пунта — менша фортеця, розташована навпроти Ель-Морро на початку Ель-Малекону. Була споруджена в 1590 році, а в 1629 році була об'єднана з Ель-Морро ланцюгом, що запобігав проходженню кораблів до бухти.
- Кастільйо-де-ла-Реаль-Фуерса — «фортеця Королівської Армії», розташована біля Пласа-де-лас-Армас. Була першим укріпленням міста, будівництво якої розпочалося в 1558 році на руїнах старішої та меншої фортеці. Того року військовий інженер Бартоломе Санчес та 14 інших майстрів були надіслані для відновлення міста, зруйнованого піратом Жаком де Сором.
- Собор Сан-Крістобаль — найбільша будівля на Соборній площі. Собор був збудований на місці каплиці в 1748 році за наказом єпископа з Саламанки, Хосе Феліпа де Треспаласіоса. Є одним із найкращих збережених прикладів Американського Бароко.
- Національний капітолій Гавани — будівля, створена за прикладом паризького Пантеону, що нагадує Капітолій США[2].
- Галісійський Центр — будівля в стилі необароко, що служила соціальним клубом галісійських іммігрантів між 1907 і 1914 роками. Була відкрита під час карнавалу 1838 року.
- Пласа-де-Армас — головна туристична площа в центрі району. Тут з 16 століття проводилися військові паради та інші офіційні церемонії.
- Великий театр Гавани — театр, відомий Національним балетом та його засновником Алісією Алонсо. Інколи тут виступає Національна опера. Театр також відомий як концертний хол Гарсія Лорка і є найбільшим в країні.
- Музей революції, колишній Президентський палац, де виставлена на показ яхта Ґранма.
- Базиліка Сан-Франсіско-де-ла-Гавана — стара церква Святого Франциска Асізького, збудована в 1608 році та реконструйована в 1737 році.

## Світова спадщина
У 1982 році Гавана-В'єха отримала статус об'єкта Світової спадщини ЮНЕСКО. Того ж час тут була проведена велика кампанія відновлення історичних будівель та традиційного характеру району.

## Фотогалерея

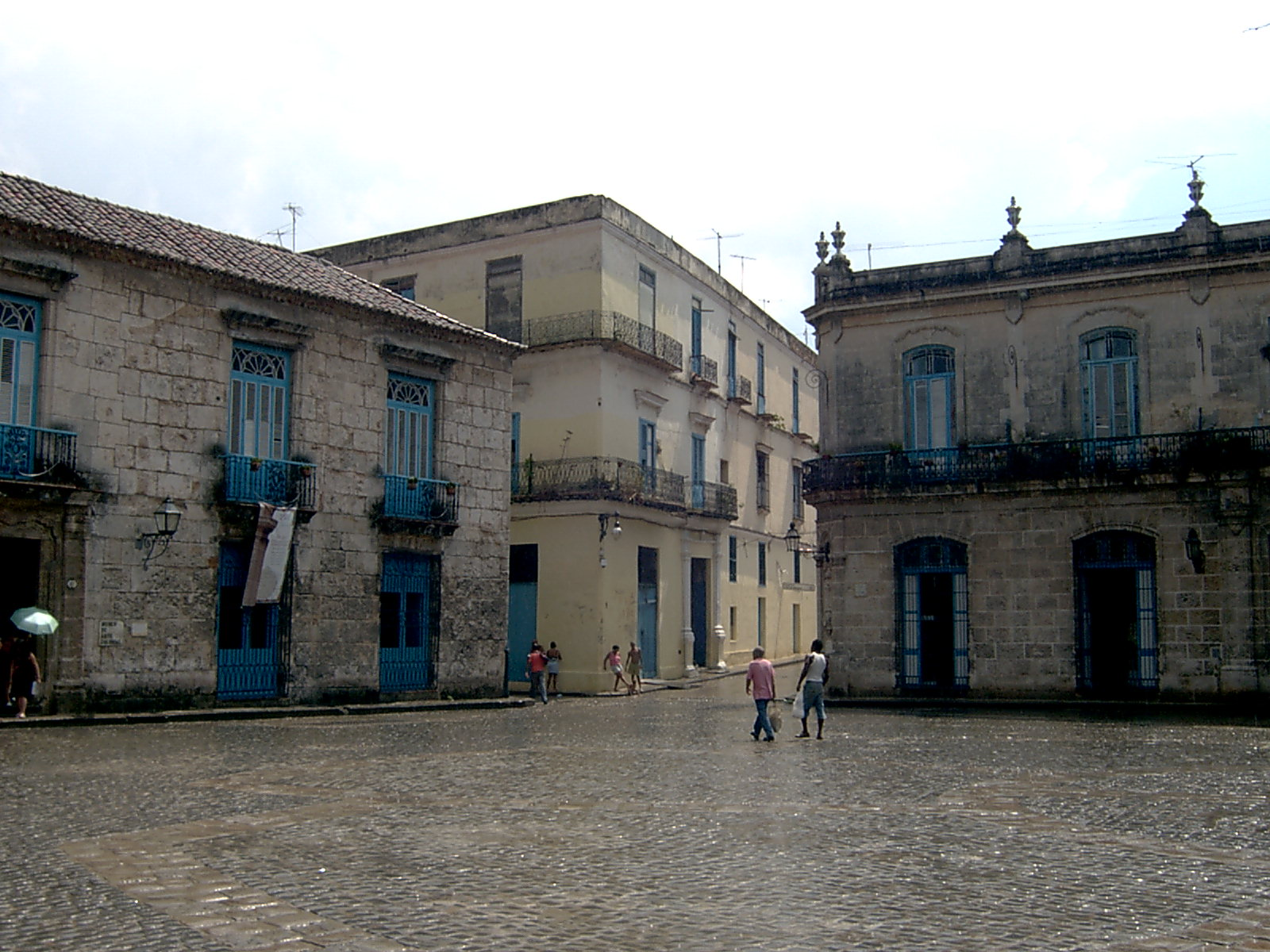
Соборна площа
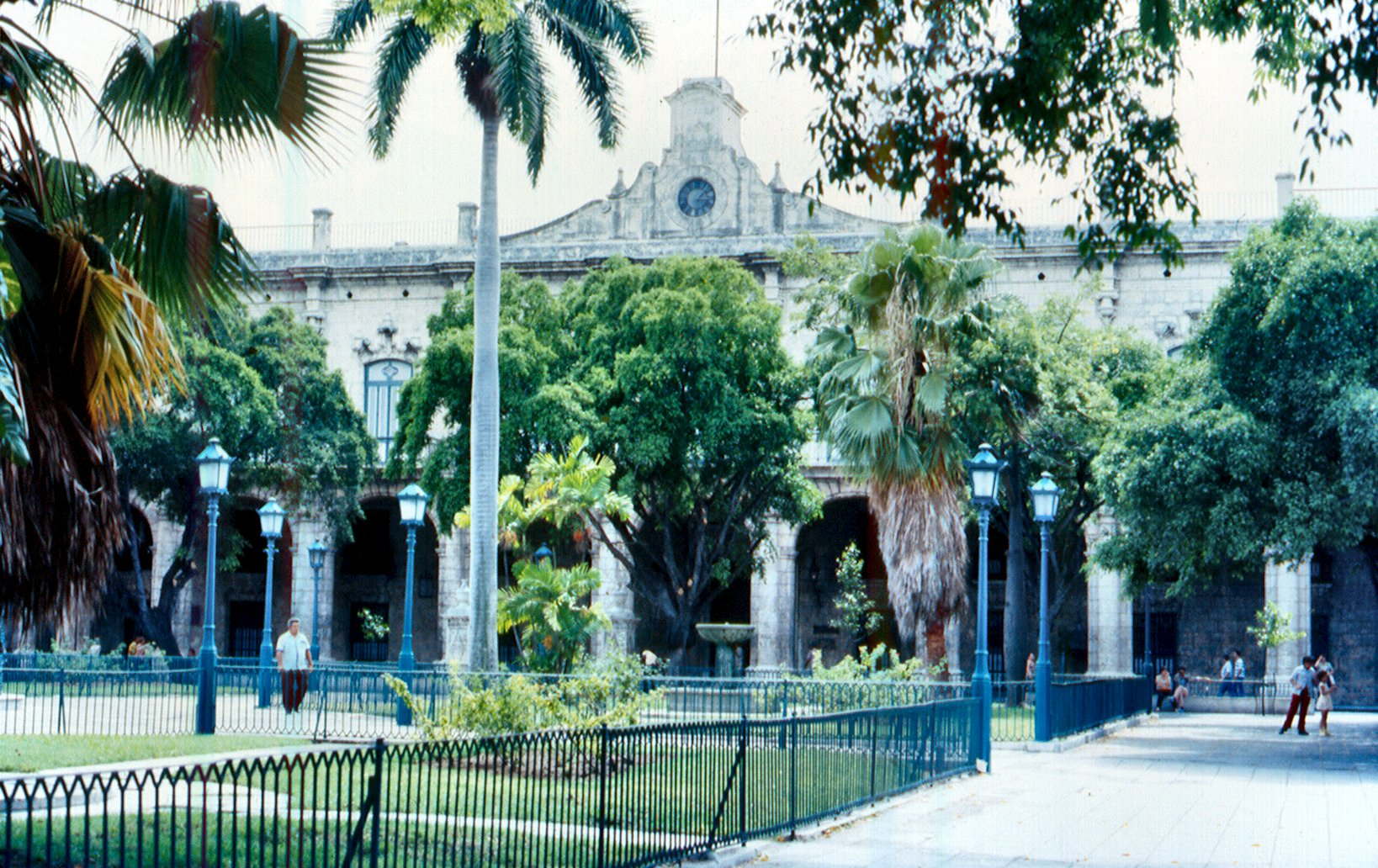
Губернаторський палац
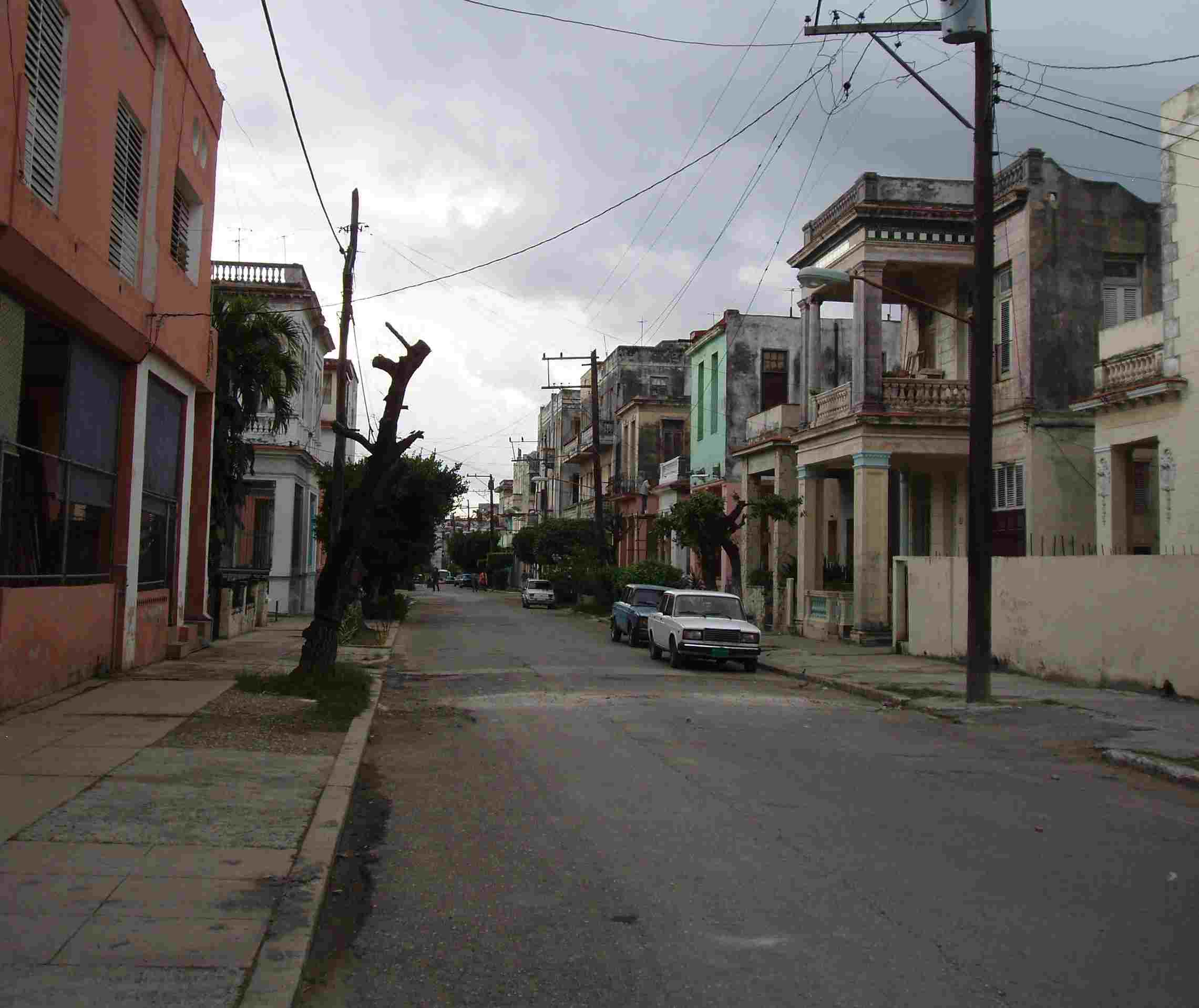
Вулиця у Гавані-В'єха